# Advanced Traffic Management System
Lo Advanced Traffic Management System in sigla ATMS (in italiano: Sistema di gestione del traffico avanzato) è un campo di studio che ricade nell'ambito dell'intelligent transportation system (sistema di trasporto intelligente)
La visione ATMS è una gestione con una prospettiva top-down che integra tecnologie per migliorare innanzitutto il flusso veicolare del traffico e migliorarne la sicurezza. I dati del traffico in tempo reale attraverso videocamere, sensori di velocità... fluiscono in un centro gestionale dei trasporti (TMC - Transportation Management Center) dove sono integrati ed elaborati (per esempio per il rilevamento d'incidenti), e possa essere intraprese azioni (instradazioni del traffico, messaggi DMS) con l'obiettivo di migliorare il flusso del traffico.

## Aree
- Traffico in tempo reale
- Monitoraggio con segnali di messaggi dinamico
- Monitoraggio incidenti
- Monitoraggio del traffico con telecamere
- Active Traffic Management (gestione attiva del traffico)
- Gestione delle arterie di traffico
- Sistemi di avviso automatico
- Monitoraggio con Road Weather Information System (RWIS) - Sistemi di informazioni di meteo stradale
- Gestione e controllo del traffico urbano